# 渔秧滩玫瑰圣母堂
渔秧滩玫瑰圣母堂，又名领报堂，是天主教上海教区浦东总铎区的一座天主教堂，位于上海市浦东新区康桥镇怡园村七组。
2002年5月20日，该建筑被公布为浦东新区登记不可移动文物。